# Kremowa rewolucja
Kremowa rewolucja – piąty solowy singiel Andrzeja Smolika. Jest to jednocześnie drugi singiel pochodzący z albumu Smolik 2. Wydany został 3 lipca 2003 roku.
Piosenkę zaśpiewał Maciej Cieślak, wokalista zespołu Ścianka. Płyta zawiera sześć remiksów piosenki w tym trzy, które zwyciężyły w ogłoszonym przez Sissy Records oraz polską MTV konkursie, na najlepszy remiks Kremowej rewolucji. Sissy Records wraz z MTV Polska ogłosiły również konkurs na scenariusz do teledysku. Zwycięzcą został Tomasz Bulenda, który również wyreżyserował ów film.

## Lista utworów
1. "Kremowa rewolucja" (Radio Mix)
2. "Kremowa rewolucja" (Kociołek Remix)
3. "Kremowa rewolucja" (Boniecki Remix)
4. "Kremowa rewolucja" (Pizło Remix)
5. "Kremowa rewolucja" (Old Time Radio Remix)
6. "Kremowa rewolucja" (Automatik Remix)[1]